# Stefanie Hofmann
Stefanie Hofmann (* 7. Juli 1983 in Hof an der Saale) ist eine deutsche Flötistin und Musikpädagogin.

## Werdegang
Stefanie Hofmann wurde als Tochter eines Musikschuldirektors und einer Fachlehrerin geboren und wuchs gemeinsam mit ihrer Zwillingsschwester Franziska in Rehau auf. Sie bekam im Alter von neun Jahren ihren ersten Flöten-, ein Jahr später ihren ersten Klavierunterricht und erhielt von 1997 bis 2003 Flötenunterricht bei Gunther Pohl.
Sie besuchte das Jean-Paul-Gymnasium Hof, wo sie im Jahre 2003 das Abitur ablegte. Bereits während der Schulzeit war sie Mitglied in der Förderklasse der Musikschule der Hofer Symphoniker (2000 bis 2003) und nahm Klavierunterricht bei Wolfgang Döberlein (2001 bis 2003) und Gesangsunterricht bei Anneliese Mayer-Adam (2001 bis 2003).
Im Herbst 2003 begann sie das Studium in den Fachbereichen „Allgemeine künstlerische Ausbildung“ und „Musikerziehung“ an der Musikhochschule Lübeck bei Angela Firkins, das sie im Sommer 2007 mit dem Diplom in „Musikerziehung“ abschloss. Anschließend absolvierte sie ein Austauschjahr an der Universität für Musik und darstellende Kunst Wien bei Hansgeorg Schmeiser im Rahmen des Erasmus-Programms, an das sie ein ordentliches Studium bei Schmeiser anschloss. 2009 erlangte sie zusätzlich an der Musikhochschule Lübeck auch im Fach „Allgemeine künstlerische Ausbildung“ ein Diplom.
Zwischen 2001 und 2009 nahm Hofmann an mehreren Meisterkursen unter anderem bei Andrea Lieberknecht, Anette Maiburg, Michael Martin Kofler, Jeanne Baxtresser, Pierre-Yves Artaud, Renate Greiss-Armin, Paul Meisen und bei Angelika Prokopp im Rahmen der Angelika-Prokopp-Sommerakademie der Wiener Philharmoniker teil, wo sie auch ein Probespieltraining mit Walter Auer absolvierte. Dafür erhielt sie ein Stipendium der Yehudi-Menuhin-Stiftung „Live Music Now“. 2001 besuchte sie den Bayerischen Kammermusikkurs, 2002 den Deutschen Kammermusikkurs und 2006 die Internationale Sommerakademie für Kammermusik Niedersachsen.
In der Spielzeit 2005/2006 absolvierte sie ein Praktikum im Orchesterstudio des Philharmonischen Orchesters der Hansestadt Lübeck, spielte 2006 im Jugendorchester der Europäischen Union und half in der Spielzeit 2009/2010 im Orchester der Volksoper Wien aus.
Hofmann war von 1999 bis 2001 Mitglied im Bayerischen Landesjugendorchester, von 2001 bis 2004 im Bundesjugendorchester und von 2009 bis 2013 in der Orchesterakademie Ossiach.
Seit 2005 ist Stefanie Hofmann Mitglied der Jungen Deutschen Philharmonie.
Soloauftritte führten Hofmann unter anderem nach Brüssel und 2003 mit der Klassischen Philharmonie Bonn unter deren musikalischem Leiter Heribert Beissel zum Bir Miftuh Music Festival auf Malta.
Mit ihrer Schwester und der Pianistin Marie-Luise Klein, mit der sie bereits gemeinsam das Jean-Paul-Gymnasium Hof besucht hatten, hat sie sich ein umfangreiches Repertoire an Trio-Literatur erarbeitet, welche die drei Musikerinnen als „TwinTrio“ zur Aufführung bringen.
Hofmann lebt in Wiesbaden, unterrichtet seit September 2015 Piccoloflöte an der Musikschule Piccolo in Idstein und ist auch freiberuflich als Musiklehrerin tätig.

## Auszeichnungen
- 2013: Kulturpreis der Stadt Rehau